# Kurtmühle

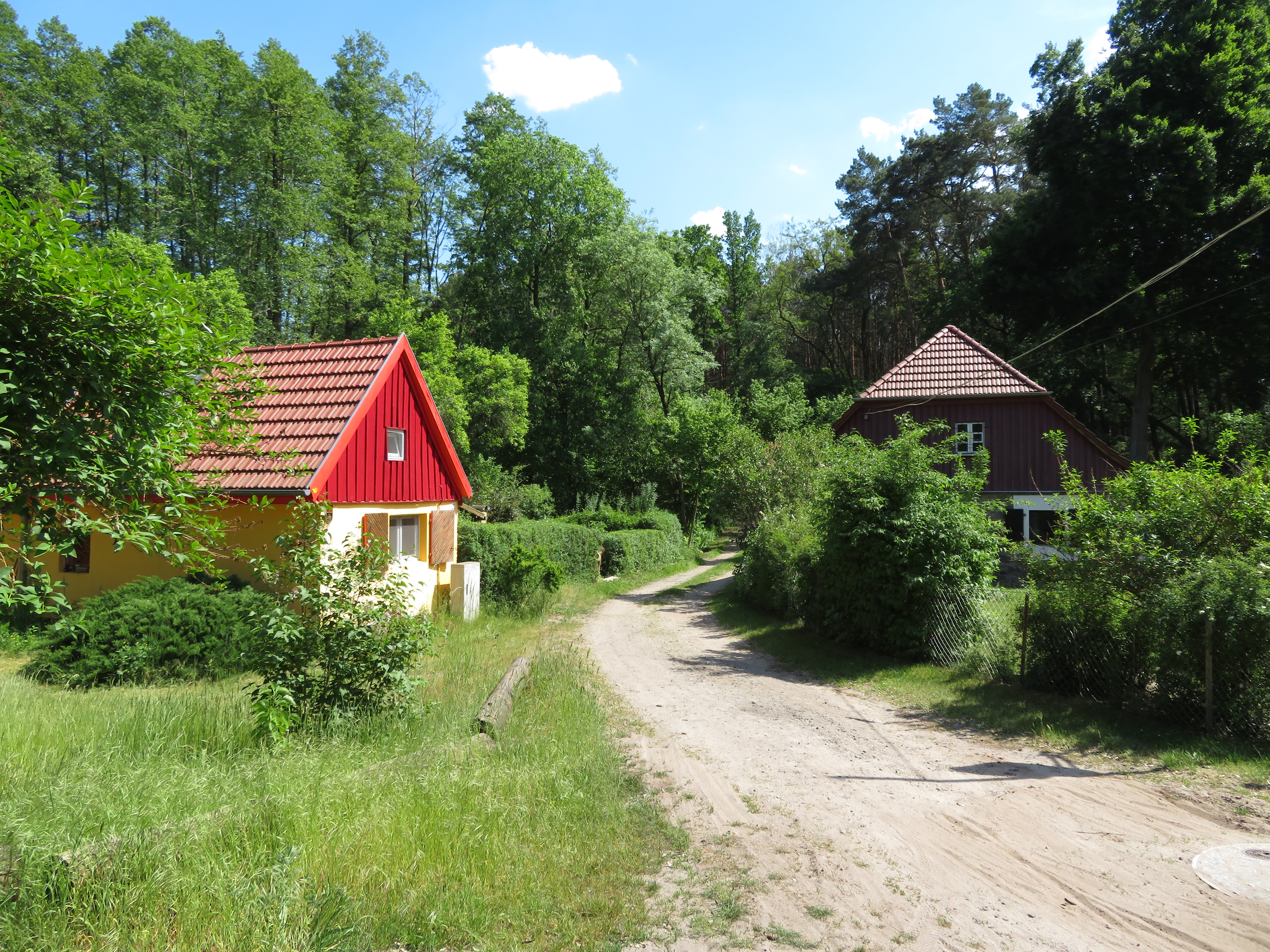
Kurtmühle, Wohnplatz von Nordwesten

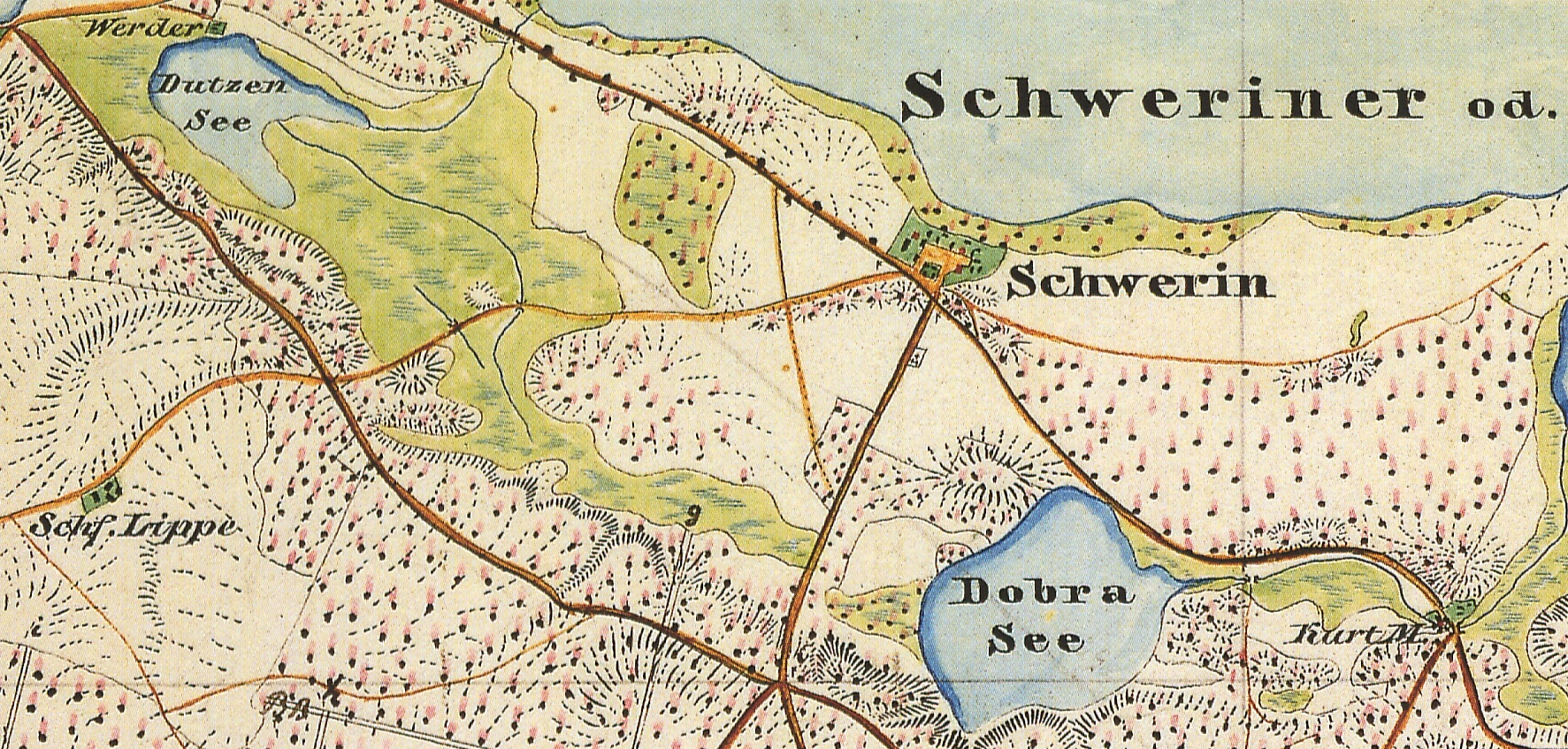
Der Wohnplatz Kurtmühle südöstlich von Schwerin

Die Kurtmühle ist ein Wohnplatz im Ortsteil Schwerin der Stadt Storkow (Mark) im Landkreis Oder-Spree (Brandenburg). Eine Mühle bei Schwerin wird bereits 1518 urkundlich erwähnt, damals noch ohne Eigennamen.

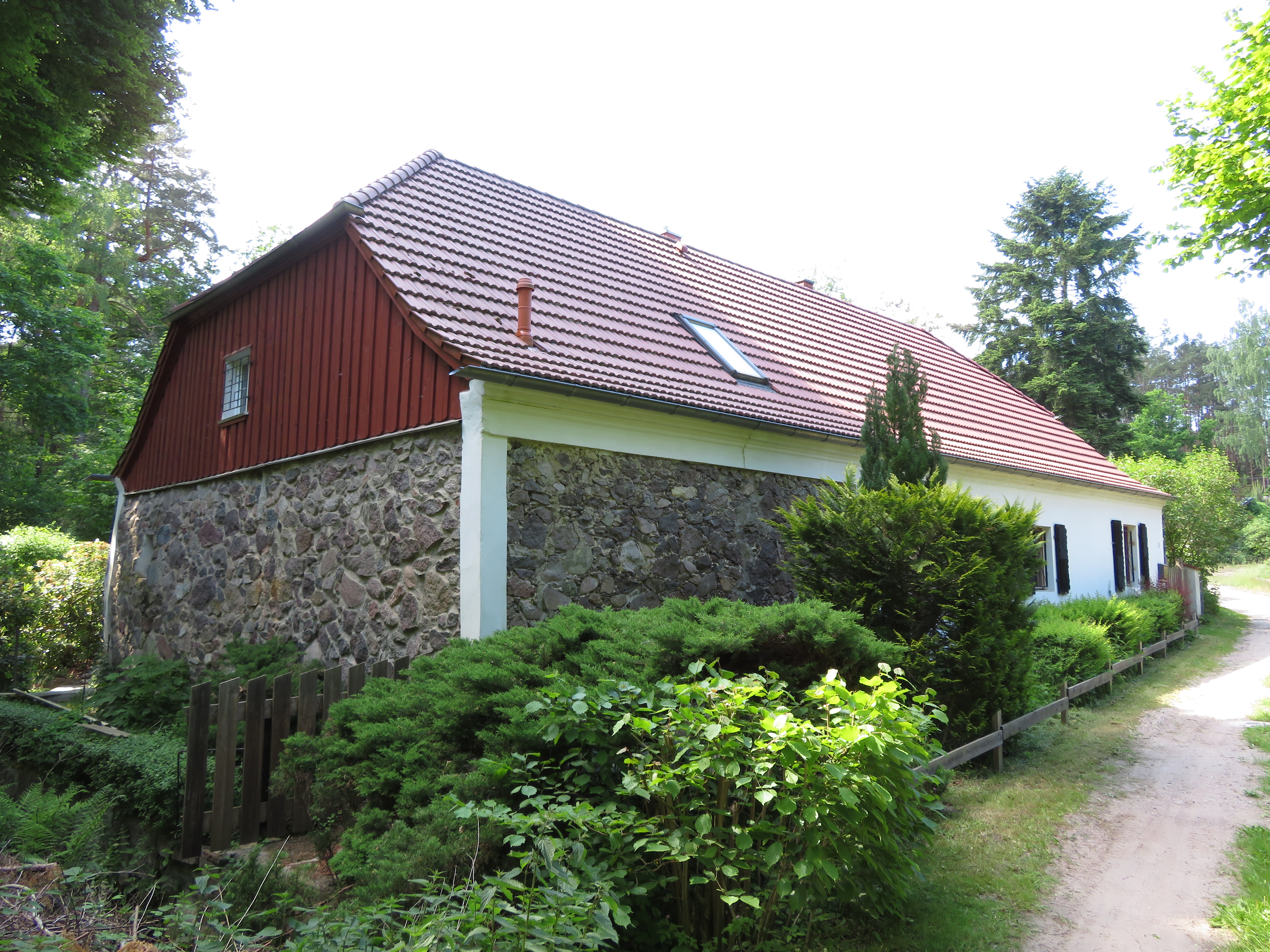
Kurtmühle, Süd- und Ostseite

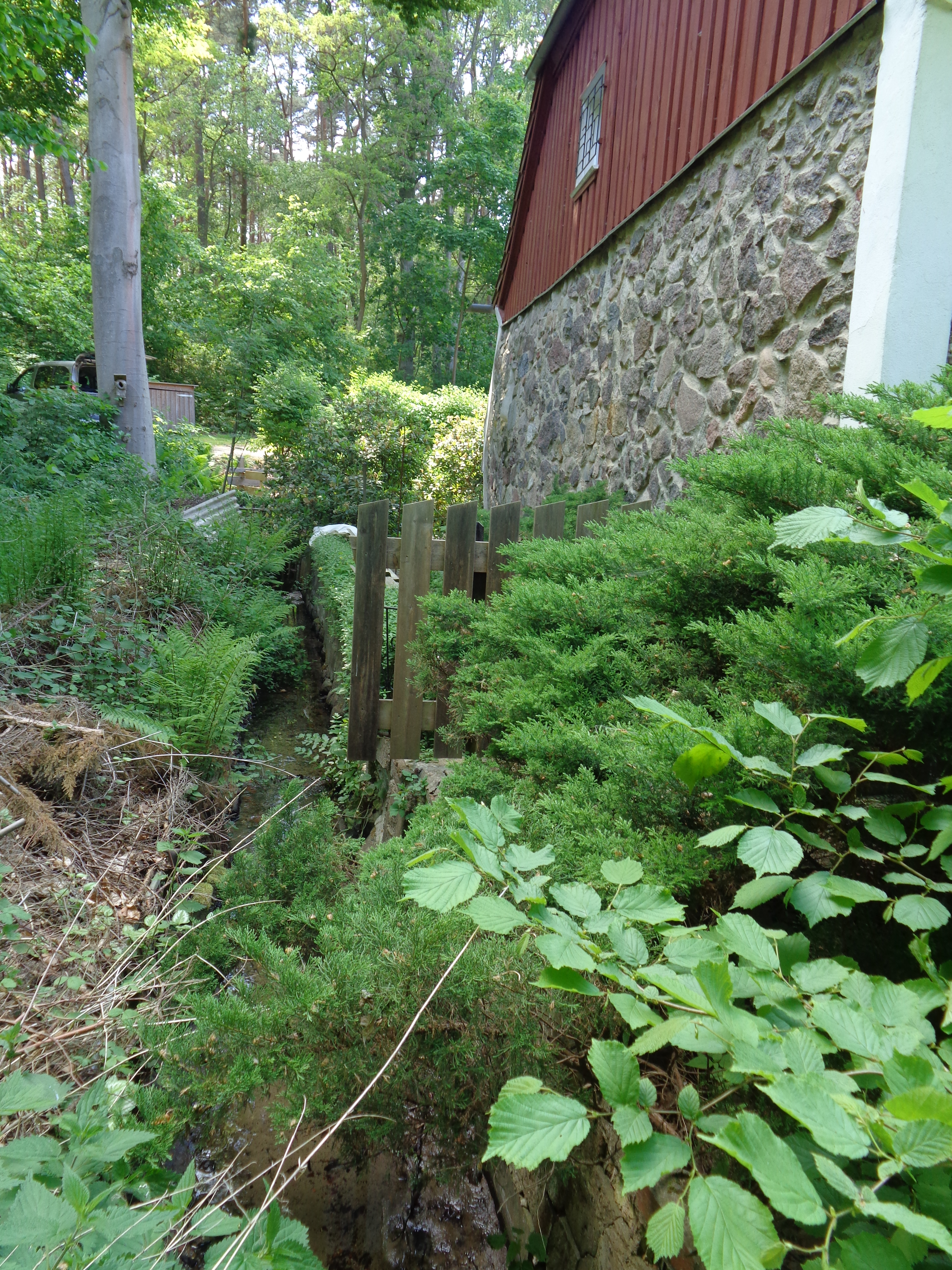
Kurtmühle, Südseite und Mühlkanal

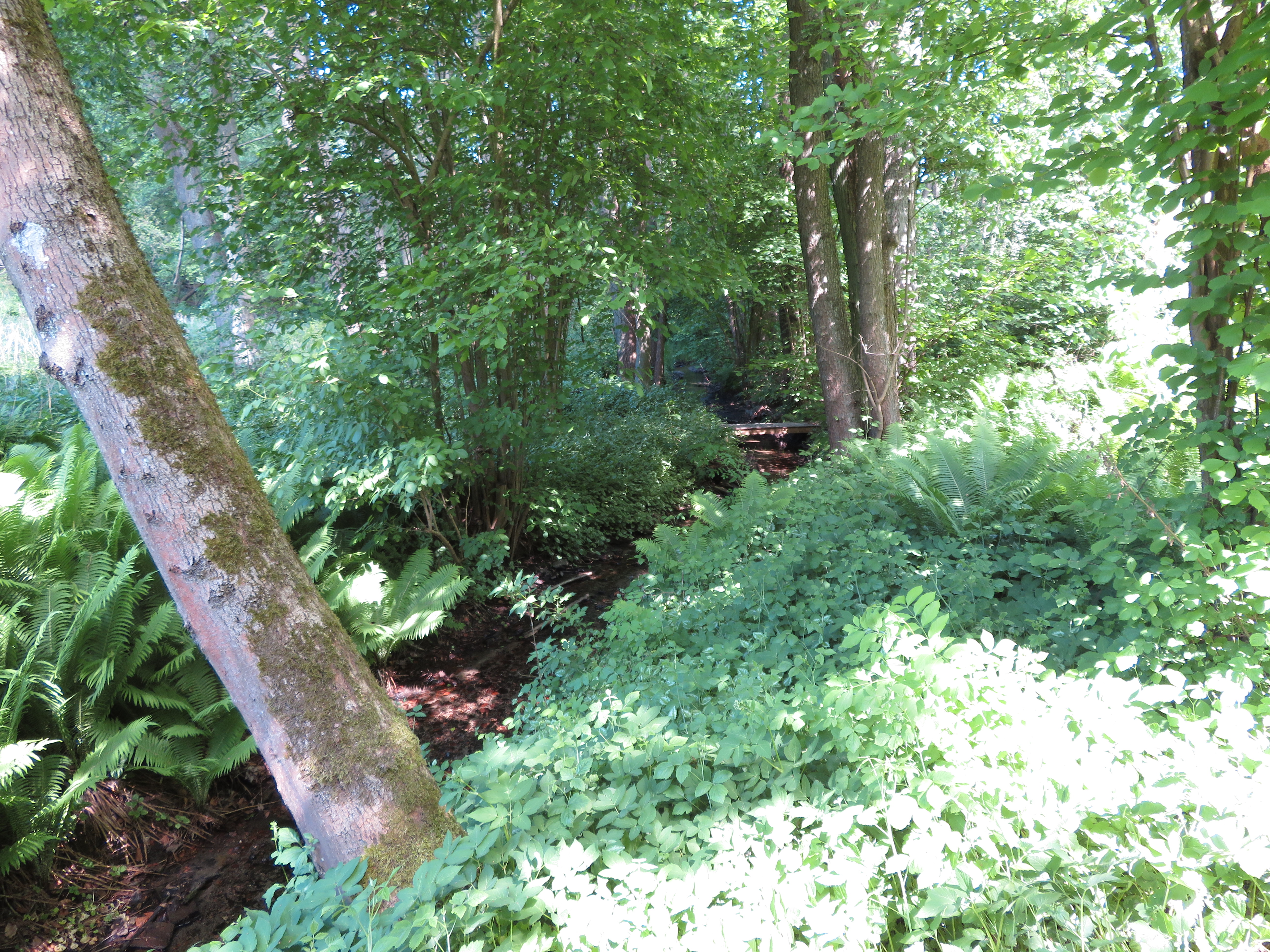
Kurtmühle Unterwasser und Kanal zum Bugker See (fast ausgetrocknet bzw. verlandet)

## Lage
Kurtmühle liegt rund 1,5 Kilometer Luftlinie südöstlich vom Ortskern von Schwerin entfernt, und knapp zwei Kilometer südwestlich vom Ortskern von Bugk. Die Kurtmühle liegt an einem Fließ zwischen Dobrasee und Bugker See, das im BrandenburgViewer als „Graben 291199-Bugker See“ und im Managementplan für das FFH-Gebiet „Groß Schauener Seenkette“ auch als Bugker Seegraben bezeichnet wird. Sie liegt auf 49 m ü. NHN und ist nur über eine Fahrstraße von Schwerin aus zu erreichen.

## Geschichte
Eine Mühle bei Schwerin wird bereits 1518 erstmals urkundlich erwähnt, damals aber noch ohne Eigennamen. Aus dem Jahr 1616 stammt die Eintragung: Schwerinsche Waßermühle, die Curtsche genannt. 1745 heißt sie Curth Mühle, 1788 Curth M. und 1805 Curthmühle. In der Schmettauschen Karte von 1767/87 ist sie bereits Kurth Mühle genannt. Etwas westlich davon, fast am Ufer des Dobrasees ist noch eine Ziegelscheune verzeichnet.
Bratring beschreibt sie 1805 als Wasser-, Mahl- und Schneidemühle. Die Kurtmühle gehörte 1837 einem Müller namens Kuhle. 1840 brannte die Wasser- und Schneidemühle ab. Sie sollte in bisherigem Umfange, jedoch statt der zwei oberschlächtigen Räder mit einem unterschlächtigen Rad wieder aufgebaut werden. 1849 wollte sich Hermann Trenkel das Staurecht am Mühlenfließ zwischen Dobra- und Bugker See eintragen lassen.
Nach Riehl und Scheu standen 1861 auf dem Areal der Curthmühle zwei Häuser, in denen elf Personen wohnten. 1875 gehörte die Mühle eine gewissen Kolbe.

## Kommunalpolitische Geschichte
Die Kurtmühle war Bestandteil des Rittergutes in Schwerin, das der preußische König Friedrich Wilhelm I. („der Soldatenkönig“) 1730 für 10.000 Taler von Landrat Eberhard Wilhelm Freiherr v. Hohnstedt kaufte. Er wies den Ort zur Verwaltung dem Amt Blossin zu.
Die Kurtmühle wurde 1931 und 1957 als Wohnplatz von Schwerin bezeichnet. Kurtmühle ist nach der offiziellen Behördenbezeichnung ein Wohnplatz im Ortsteil Schwerin der Stadt Storkow (Mark).